# Echinorhynchus sciaenae
Echinorhynchus sciaenae är en hakmaskart som beskrevs av Rudolphi 1819. Echinorhynchus sciaenae ingår i släktet Echinorhynchus och familjen Echinorhynchidae. Inga underarter finns listade i Catalogue of Life.